# Данбурит
Данбури́т — редкий коллекционный минерал подкласса боросиликатов, боросиликат кальция.
Минерал назван по месту первой находки в метаморфизированных доломитах Чарльзом Шепардом в 1839 году — Данбури в штате Коннектикут (США). Кристаллы данбурита легко спутать с цитрином или топазом. Иногда данбуритом называют искусственный красный корунд.

## Свойства
Светлые призматические кристаллы, зернистые агрегаты, кристаллическая структура каркасная. Образуется в скарнах. Встречается среди метаморфических пород с микроклином, ортоклазом и датолитом. Кристаллы призматические, часто — сростки. Процентный состав: CaO — 22,8; B2О3 — 28,4; SiO2 — 48,8. Слабый плеохроизм в жёлтых тонах, отчётливая люминесценция в белых, бело-зелёных, иногда голубых тонах.

## Месторождения
Минерал данбурит формируется в лагунах с повышенной концентрацией бора, во время реакций этих растворов с глинистыми сульфатными минералами. По основному способу образования породы данбурит бывает гидротермальным или метаморфическим. Гидротермальный данбурит как правило образуется в пегматитовых полостях, рудных жилах и жилах альпийского типа.
Основные нахождения данбурита — в мраморах и низкотемпературных жилах, в ангидритовых и гипсо-ангидритовых серных толщах.
Встречается в Мьянме (Верхняя Бирма, Могок), Японии (Обира, остров Кюсю), на Мадагаскаре, в Мексике (Байа), США (Данбури, Рассел), России (Дальнегорск), Швейцарии (Грисон), Италии (Витербо), Чехии (Магловец).

## Применение
Имеет научное и коллекционное значение. Лучшие кристаллы имеют российское происхождение (бесцветные, длиной свыше 20 см), а также мадагаскарское (жёлто-коричневые, длиной около 10 см). В связи с высокой твёрдостью и несовершенной спайностью данбурит хорошо подходит для изготовления бижутерии. Может подвергаться бриллиантовой огранке.
Самый большой данбурит был добыт в Бирме (Мьянме) — жёлтого цвета камень массой 138,6 карат. Обычно вес камней не превышает 10 карат.